# Bitoma palmarum
Bitoma palmarum là một loài bọ cánh cứng trong họ Zopheridae. Loài này được Bondar miêu tả khoa học năm 1940.